# Karl Honisch
Karl Honisch (* 14. November 1893 in Karwin; † 3. Februar 1959) war ein deutscher Gewerkschafter. Er war Vorsitzender des Zentralvorstandes der Industriegewerkschaft Bergbau im FDGB.

## Leben
Honisch besuchte die Volksschule und war anschließend als Bergmann in Schlesien tätig. 1913 trat er dem Bergarbeiterverband und der SPD bei. 1914 wurde er als Soldat eingezogen. 1918/19 wurde er Mitglied der KPD. In den 1920er Jahren war er als Partei- und Gewerkschaftsfunktionär im schlesischen Waldenburg aktiv. Honisch war unter anderem Vorsitzender des Betriebsrates der „Fuchsgrube“ des Waldenburger Steinkohlereviers. 1931 wurde er gemaßregelt, anschließend war er als Kassenrevisor der KPD-Bezirksleitung Schlesien tätig.

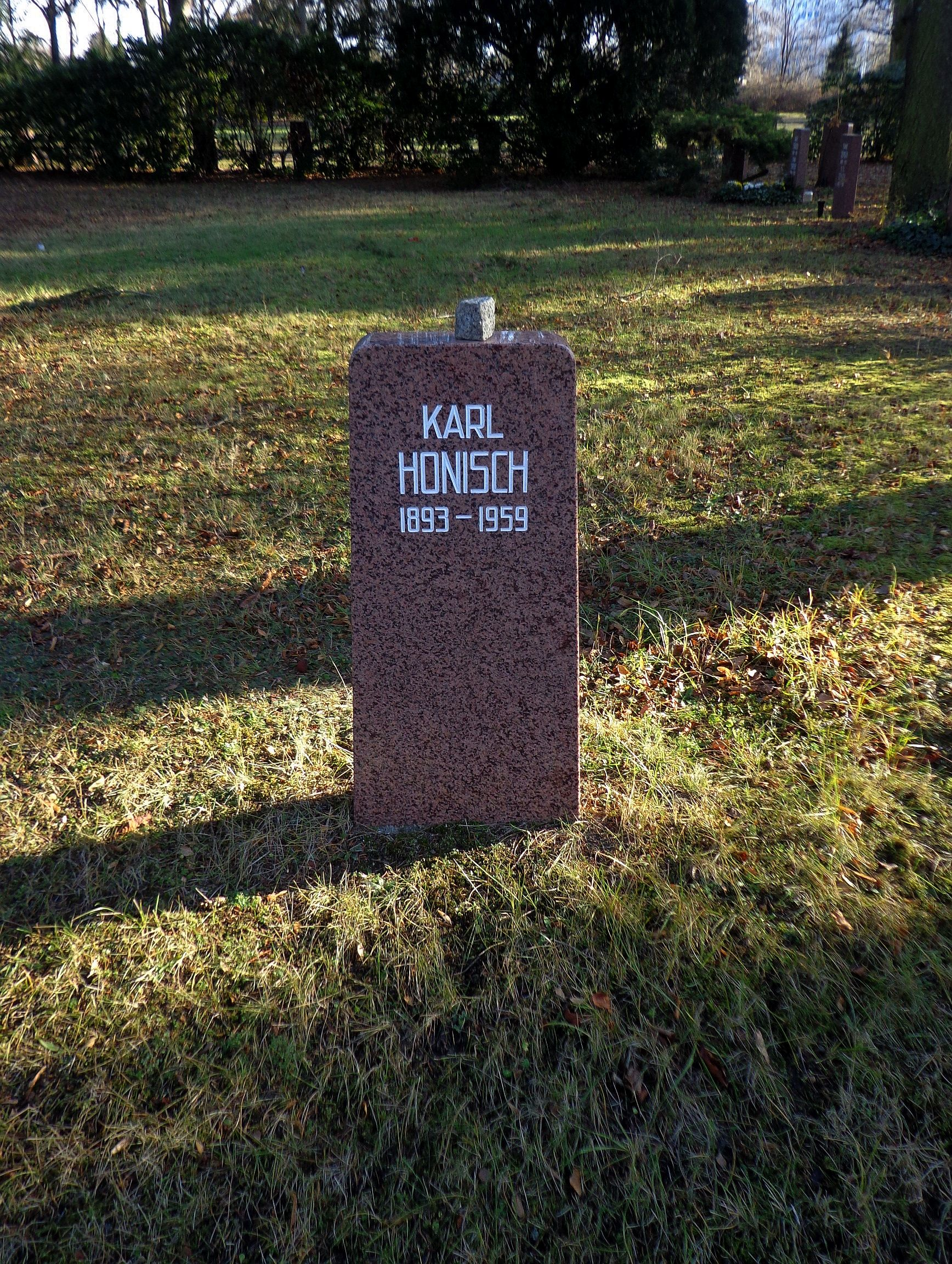
Grabstätte

Nach der „Machtergreifung“ der Nationalsozialisten beteiligte sich Honisch am kommunistischen Widerstand. Im März 1933 wurde er verhaftet und verblieb bis September desselben Jahres in „Schutzhaft“. Nach seiner Entlassung war er wieder als Bergmann tätig und leitete eine illegale Widerstandsgruppe in Waldenburg.
1945/46 war Honisch offizieller deutscher Vertreter im Entnazifizierungsausschuss in Waldenburg. Im Juli 1946 übersiedelte er in die SBZ und wurde dort Mitglied der SED. Ab 1947 war er Mitglied des Zentralvorstandes (ZV) der IG Bergbau sowie Verbindungssekretär beim FDGB-Bundesvorstand. Von 1951 bis 1954 fungierte Honisch als Vorsitzender des ZV der IG Bergbau. Zwischen 1952 und 1955 war er zudem Mitglied des Präsidiums des FDGB-Bundesvorstandes, später war er zeitweise persönlicher Referent von Herbert Warnke beim Vorstand des FDGB-Bundesvorstandes und Leiter der Abteilung Internationale Verbindungen im FDGB-Bundesvorstand.
Seine Urne wurde in der Grabanlage „Pergolenweg“ des Zentralfriedhofs Friedrichsfelde in Berlin-Lichtenberg beigesetzt.